# Vanessa atalanta

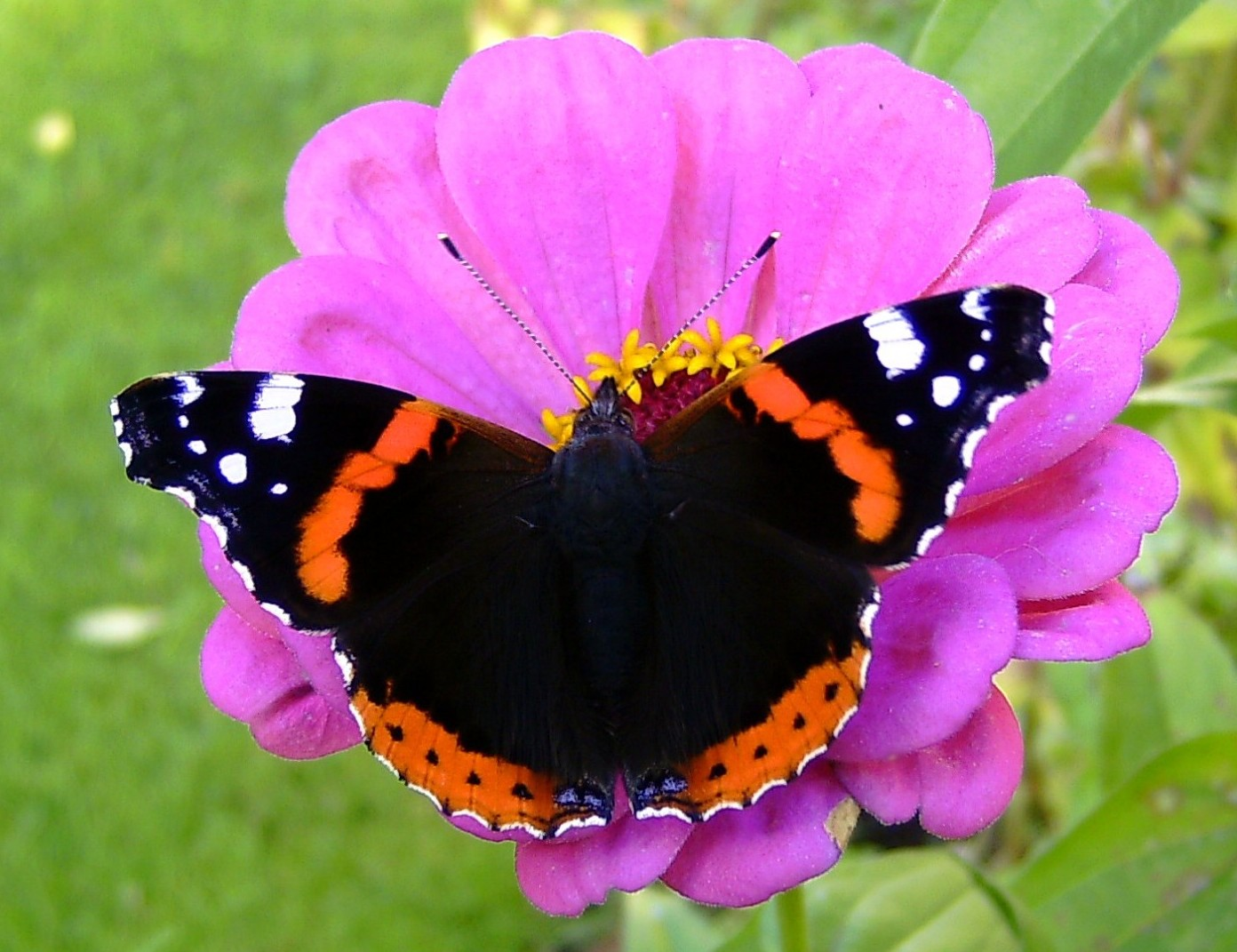

A Vanessa atalanta, comummente conhecida como  almirante-vermelho, é uma espécie de borboleta da família dos ninfalídeos, encontrada em regiões temperadas da Europa, Ásia e América do Norte.

## Nomes comuns
Além de «almirante-vermelho», esta espécie dá ainda pelos seguintes nomes comuns: atalanta, vanessa (designação dada comummente a todas as espécies de borboletas do género Vanessa) e vulcão.

### Etimologia
Do que toca ao nome científico:
- Do que toca ao nome genérico, Vanessa, o termo foi cunhado Johan Christian Fabricius, resultando de transposição do étimo grego clássico Φάνης para o neolatim «Vanessa».[7]
- Do que toca ao epíteto específico, Atalanta, trata-se de um mitónimo, que ocorre por alusão à personagem mitológica homónima[3], do grego clássico Αταλάντη (Atalanta), que por seu turno significa «equilibrada».[8]

Do que toca ao nome comum:
- A denominação «almirante-vermelho» deve-se às suas cores, que fazem lembrar divisas do uniforme naval americano.
- O nome «Atalanta», que vem por decalque do epíteto específico, é uma alusão à personagem mitológica homónima.[3]
- O nome comum «Vanessa», por sua vez, também é um decalque do nome genérico científico.[4]

## Descrição
Com uma envergadura de asas que ronda entre os 55 e os 65 milímetros, esta espécie durante o frio migra para lugares mais agradáveis, chegando a percorrer mais de 2.000 km à procura de um ambiente que lhe ofereça melhores condições de sobrevivência.
De voo enérgico, desloca-se até mesmo durante a noite, sendo uma das poucas espécies que continua a voar mesmo nos dias de Outono e Inverno, mormente quando haja sol.

Caracteriza-se, ainda pelas asas de cor castanho-escura, com padrões brancos e avermelhados ou alaranjados.

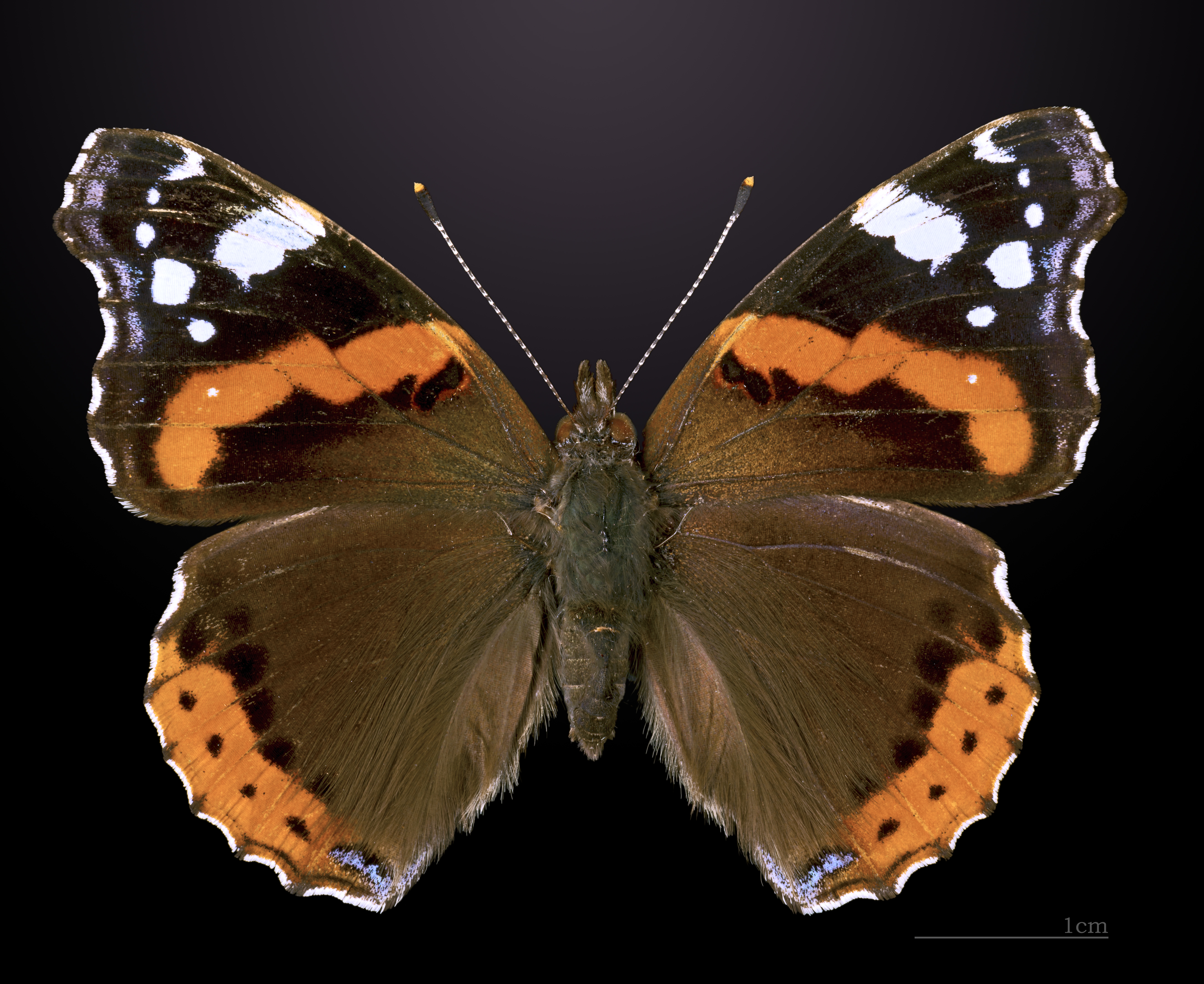
Vanessa atalanta
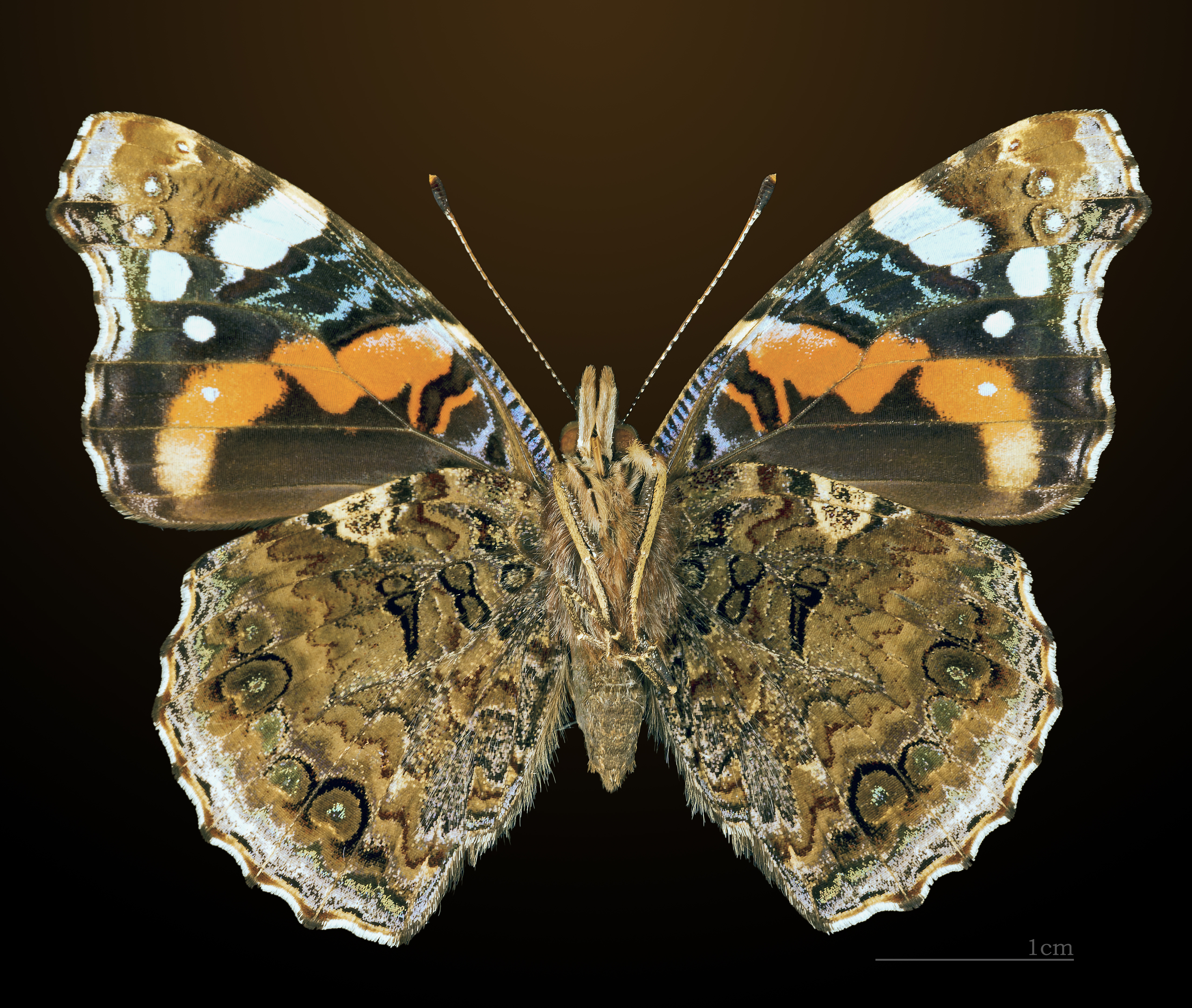
Vanessa atalanta △

## Distribuição
Esta é uma das maiores borboletas da América do Norte e da Europa. Está presente na Europa meridional, no Norte de África e na Ásia.
Foi introduzida em várias regiões, desde o Canadá ao Havaí e à Nova Zelândia, recentemente.

### Portugal
Em Portugal é bastante frequente, podendo ser observada em todo o país. É mais frequente nas zonas baixas, mas pode ser encontrada nas regiões costeiras e no topo da Serra da Estrela.

### Ecologia
Os adultos preferem espaços abertos com flores, bosques, prados, jardins e florestas pouco densas.

## Comportamento
Esta espécie usa técnicas de camuflagem para escapar dos predadores. Quando pousa em campo aberto ou entre rochas, mantém as asas fechadas, ficando camuflada graças às cores da face inferior das asas, ao passo que, quando pousa em locais floridos, mantém as asas abertas, por molde a confundir os predadores com o colorido da paisagem.
Alimentam-se do néctar de flores, como as das silvas (Rubus fruticosus), da erva-das-disenterias (Pulicaria dysenterica), do trevo-cervino (Eupatorium cannabinum), da hera (Hedera helix), do ligustro (Ligustrum vulgare), do cardo-cardador (Dipsacus fullonum) e dos cardos, bem como ainda se alimenta de partes de fruta em decomposição. Quando ainda são lagartas, as urtigas servem-lhe tanto de abrigo como de alimento.
Reproduz-se durante todo o ano.